# Albert Klein (Politiker, 1921)
Albert Klein (* 17. April 1921; † 15. September 2013 in Pforzheim) war ein deutscher Kommunalpolitiker (SPD).

## Leben
Klein wuchs in Mannheim auf und promovierte in Volkswirtschaft. Bis 1966 war er Beigeordneter der Stadt Witten. 1966 wurde er als Nachfolger von Willi Weigelt zum Bau- und Planungsdezernenten, Ersten Bürgermeister und Stellvertreter des Oberbürgermeisters von Pforzheim gewählt. Während Kleins Amtszeit entstanden neue Wohngebiete zur Linderung der Wohnungsnot, aber auch die Gewerbegebiete Altgefäll und Wilferdinger Höhe. Zudem wurden das neue Rathaus und die Stadthalle Pforzheim gebaut. Er amtierte bis zu seinem Eintritt in den Ruhestand 1986. Ihm folgte Siegbert Frank nach. Klein übernahm im Ruhestand die Aufgaben des Geschäftsführers einer Arbeitsgemeinschaft von Firmen, die sich mit Umweltproblemen beschäftigte. 1994 war er Mitgründer der Deutsch-Türkischen-Gesellschaft Pforzheim; von 2000 bis 2003 war er deren Vorsitzender, ab 2010 Ehrenvorsitzender. 2008 wurde er zum Ehrenbürger der Pforzheimer Partnerstadt Nevşehir in der Türkei ernannt.